# 川上峡合戦
川上峡合戦（かわかみきょうかっせん）は、永禄4年（1561年） 9月13日に起きた肥前国の戦国大名・龍造寺隆信軍と肥前三瀬城主神代勝利軍の戦い。

## 合戦までの経緯
天文22年（1553年）に肥前に復帰を果たして以降、龍造寺隆信は肥前の覇権をかけての少弐氏との戦いを優位に進め、永禄2年（1559年）には勢福寺城を陥落させ、少弐冬尚を滅ぼした。
しかしながら、肥前の山内二十六ヶ山の頭領である少弐家臣、神代勝利の勢力は未だ隆信に服せず抵抗を続けており、隆信は東肥前統一への仕上げとして神代勝利の討伐に本格的に乗り出すこととなる。

## 隆信の挑戦状
隆信は永禄元年（1558年）にも勝利討伐の兵を山内に差し向けたことがあったが、逆に山内の地形を熟知した勝利に鉄布峠の戦いで小河信安、石井兼清ら重臣を討たれるほどの大敗を喫し、辛酸を嘗めた経験があった。
その為、勝利を破るためには平野部に誘き出す必要があると考えた隆信は、勝利に使者を送って「合戦して家の安否を定めたい」と正面から挑戦状を突きつけると、勝利は「かねてより望むところ」と返答し、9月13日に川上辺（現川上峡近辺）にて兵を率いて見参し、雌雄を決する戦を行うことを約した。

## 川上峡合戦
永禄4年（1561年）9月13日、約定どおり龍造寺・神代両軍は川上にて対峙する。神代軍は金敷城山を背にして隊を以下の4つに分けて迎撃態勢を敷いた。
- 仁王門（本陣） - 神代勝利 - 兵1,200人
- 宮原口 - 神代長良（勝利嫡男） - 兵3,000人
- 宮の前大門 - 神代種良（勝利次男） - 兵1,300人
- 都人来原 - 神代周利（勝利三男）、 八戸宗暘 - 兵1,500人

まず、宮原口を守る神代長良と龍造寺隆信の本隊が激突し、「千騎が一騎になる」と評されるほどの大乱戦となると、続けて宮の前大門の神代種良と龍造寺軍の納富信景の部隊が交戦状態に入り、こちらも一進一退の攻防となった。
均衡が破れたのが都人来原を守る神代周利の部隊と龍造寺軍が交戦状態に入った時に、謀反人が突如として周利を斬殺するという事態が起きた際である。
新参者が多かった周利の部隊は恐慌状態に陥ってそのまま壊滅し、勢いに乗じた龍造寺軍はそのまま宮の前大門の戦線に横合いから突っ込み、種良の部隊をも壊滅させ、龍造寺軍は一気に優勢に立った。
事ここに至って勝利も兵を動かして龍造寺軍に突撃せんとしたが、家臣らの静止によって断念し、兵を山内に引き上げた。また、戦中で孤立した神代長良や八戸宗暘らも撤退を開始し、辛うじて追撃を振り切り命からがら山内へと逃げ帰ったが、種良と惟利（勝利四男）は混乱の中で龍造寺軍に討たれた。

## 戦後の情勢
川上峡合戦は龍造寺隆信の大勝に終わり、神代勝利に壊滅的な打撃を与え、山内を制圧したものの勝利・長良親子は取り逃がした。隆信は山内衆の仕置について山岳地帯でのゲリラ的な抵抗を忌避し強攻策を執らず、山内衆への誅伐の沙汰を一旦差し置いて代官を置くに留めた。
一方で勝利は山内の維持すら不可能と見て、西肥前は松浦郡まで逃亡。そこから波佐見（現長崎県波佐見町）に入り、大村純忠の庇護を受けていたが、敗戦からわずか3ヶ月の同年12月中旬には山内衆の手引で密かに復帰を果たし、龍造寺の代官を殺して瞬く間に山内衆の頭領に返り咲いた。
その後も隆信は謀略を用いて勝利の排除を目論んだが成功せず、永禄5年（1562年）についに勝利排斥を断念して隆信の方から和睦の使者を送り、勝利も川上峡合戦での打撃からもはや龍造寺に抗し得ないとしてこれを受け入れた。後日、神文の誓紙を交わして長良の娘と隆信の三男、鶴仁王丸（後の後藤家信）の将来の縁組と龍造寺胤久の妹を一旦隆信の義妹として勝利の内室とする事で和議が成立した。